# Dika Newlin
Dika Newlin (* 22. November 1923 in Portland, Oregon; † 22. Juli 2006 in Richmond, Virginia) war eine US-amerikanische Komponistin, Musikwissenschaftlerin und -pädagogin.
Die frühbegabte Newlin schloss die Highschool im Alter von zwölf Jahren ab, erlangte sechzehnjährig den Grad eines Bachelor an der Michigan State University und achtzehnjährig den eines Master an der University of California at Los Angeles. Ihre Dissertation legte sie zweiundzwanzigjährig an der Columbia University vor. Im Alter von elf Jahren komponierte sie das sinfonische Stück Cradle Song, das drei Jahre später vom Cincinnati Symphony Orchestra unter Leitung von Vladimir Bakaleinikoff aufgeführt wurde.
An der University of California war sie Schülerin von Arnold Schönberg. Über ihre Arbeit mit ihm führte sie ein Tagebuch, das sie 1980 als Buch unter dem Titel Schoenberg Remembered: Diaries and Recollections (1938–76) veröffentlichte. Weitere Lehrer waren der Komponist Roger Sessions, die Pianisten Artur Schnabel und Rudolf Serkin und der Musikwissenschaftler Paul Henry Lang.
Ihre Dissertationsschrift Bruckner, Mahler, Schoenberg (1945) war die erste musikwissenschaftliche Dissertationsschrift an der Columbia University und eine der ersten, die über einen lebenden Komponisten erschien. Sie wurde als Buch 1947 und 1968 publiziert. Außerdem übersetzte sie auch Schönbergs Essaysammlung Stil und Idee sowie einige deutsche und französische Bücher über den Komponisten ins Englische.
Von 1945 bis 1949 unterrichtete Newlin am Western Maryland College, danach bis 1951 an der Syracuse University, bis 1965 an der Drew University, bis 1973 an der North Texas State University und schließlich bis 2004 an der Virginia Commonwealth University. Ihrem Unterricht legte sie stets Schönbergs Werke über Harmonielehre und Kontrapunkt zugrunde. Zu ihren Schülern zählten u. a. die Komponisten Roger Hannay und Michael Bates und der Musikwissenschaftler Theodore Albrecht.
Mitte der 1980er Jahre trat Newlin, angeregt von ihren Studenten, als Punkrock-Sängerin mit alternativen Rockbands wie Apocowlypso auf. Sie sang dabei Rockstandards und eigene Songs nach eigenen sozial- und gesellschaftskritischen Texten, in denen sie Elemente des Punk, des Jazz und der klassischen Musik verband. Sie nahm mehrere Alben auf, darunter Ageless Icon: The Greatest Hits of Dika Newlin und war als lederbekleideter Punk-Rocker Gegenstand von Michael D. Moores Dokumentarfilm Dika: Murder City, der Preise bei Filmfestivals in Orlando und Chicago gewann.
In ihren eigenen Kompositionen befolgte Newlin bis in die 1940er Jahre hinein klassische Formen und Harmonien. Dann gewann der Serialismus an Einfluss, und seit den 1960er Jahren arbeitete sie mit elektronischer Musik, Computerkomposition, Gruppenimprovisation und minimalistischer Musik. Sie komponierte u. a. drei Opern, eine Kammersinfonie, ein Klavierkonzert, Kammermusik, Vokalwerke und multimediale Werke. Als Konzertpianistin spielte sie Kompositionen u. a. von Wolfgang Amadeus Mozart, Ludwig van Beethoven, Franz Schubert, Johannes Brahms, Arnold Schönberg, Alban Berg und Anton Webern.